# رود زیگان
رود زیگان (باشقیری: Егән) یک رودخانه در استان باشقیرستان کشور روسیه است.